# جوليان سانشيز (صحفي)
جوليان سانشيز (بالإنجليزية: Julian Sanchez)‏ هو صحفي أمريكي، ولد في 14 مارس 1979 في نيوجيرسي في الولايات المتحدة.